# Khodja Čelebi
Khodja Čelebi (en kurd Hoca Çelebi, en turc modern Mehmed Ebussuûd Efendi, nom real Abu l-Su'ud Muhammad ben Muhvi l-Din Muhammad ben al-Imad Mustafa al-Imadi, perquè la seva família era originària d'İmâdiyye -İskilip 30 de desembre de 1490 - Istanbul 23 d'agost de 1574) fou un escriptor comentarista de l'Alcorà, savi hanefita i Xaikh al-Islam. Era fill d'un savi sufí d'İskilip (a l'oest d'Amasia).
Fou mestre a una madrassa, cadi a Brusa (1533) i després a Istanbul, kazi-askar de Rumèlia (1537) i Gran Mufti o Xaikh al-Islam nomenat per Solimà I el Magnífic, càrrec que va conservar sota Selim II. En aquest càrrec va compaginar la xara amb les lleis de l'imperi (kanun).
Va escriure Irshad al-akl al-salim, comentari sobre l'Alcorà.